# Pintura barroca de Italia

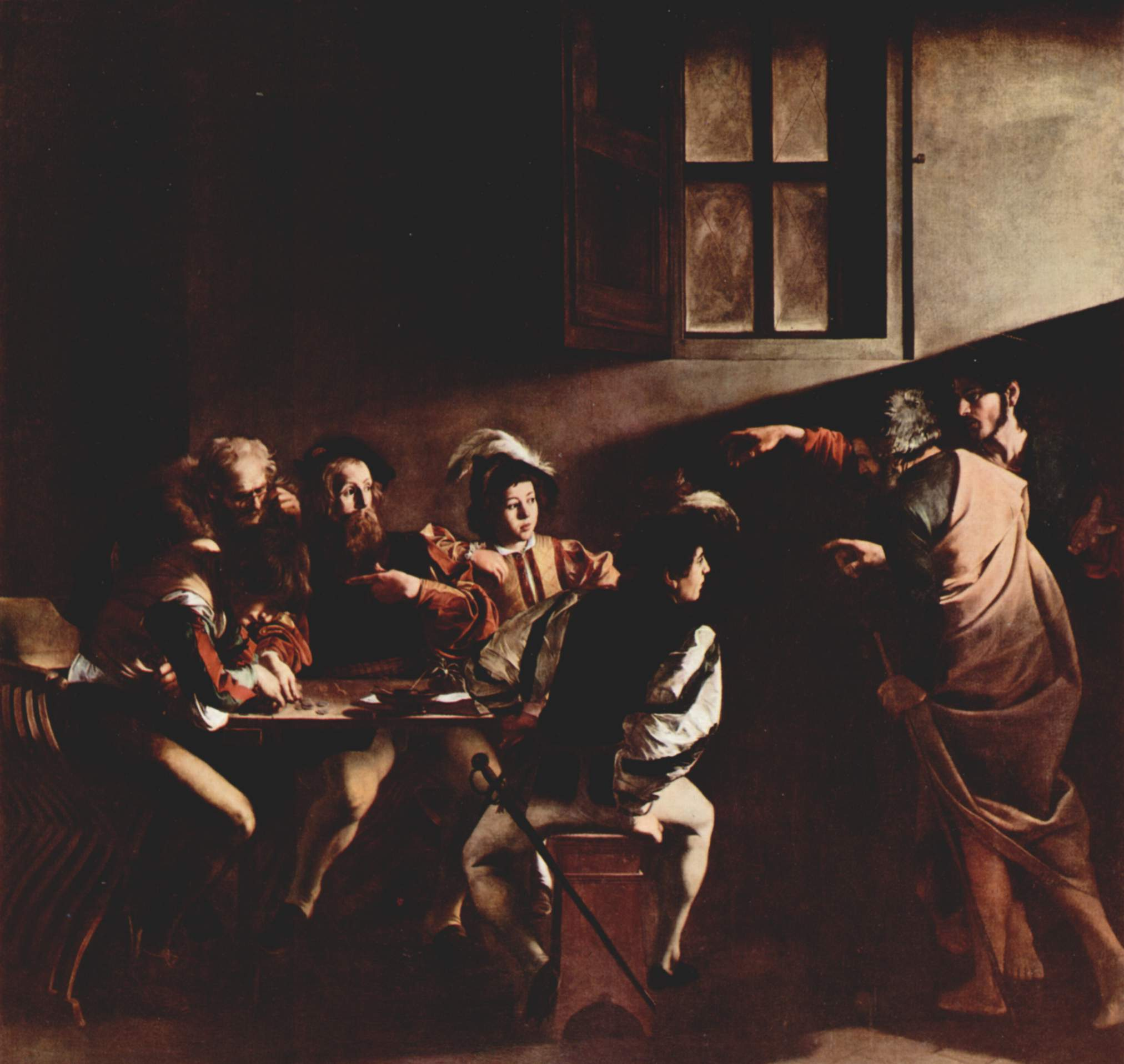
Caravaggio: La vocación de San Mateo (1601)

La pintura barroca italiana se desarrolló desde finales del siglo XVI y a lo largo de todo el XVII y buena parte del XVIII. Precisamente el Barroco, como estilo artístico diferenciado del clasicismo y su epígono el manierismo, nació en Italia, concretamente en Roma. No obstante, luego se desarrollaron escuelas nacionales como la española o la holandesa. Dos son los principales movimientos artísticos, el tenebrista Caravaggismo y el clasicismo romano-boloñés. La pintura barroca italiana se convirtió, como el resto del arte barroco, en un instrumento de la Iglesia católica al servicio de la Contrarreforma, de manera que los pintores se convirtieron, gracias a sus obras, en un intermediario necesario para alcanzar con eficacia el ánimo de los fieles.

## Características

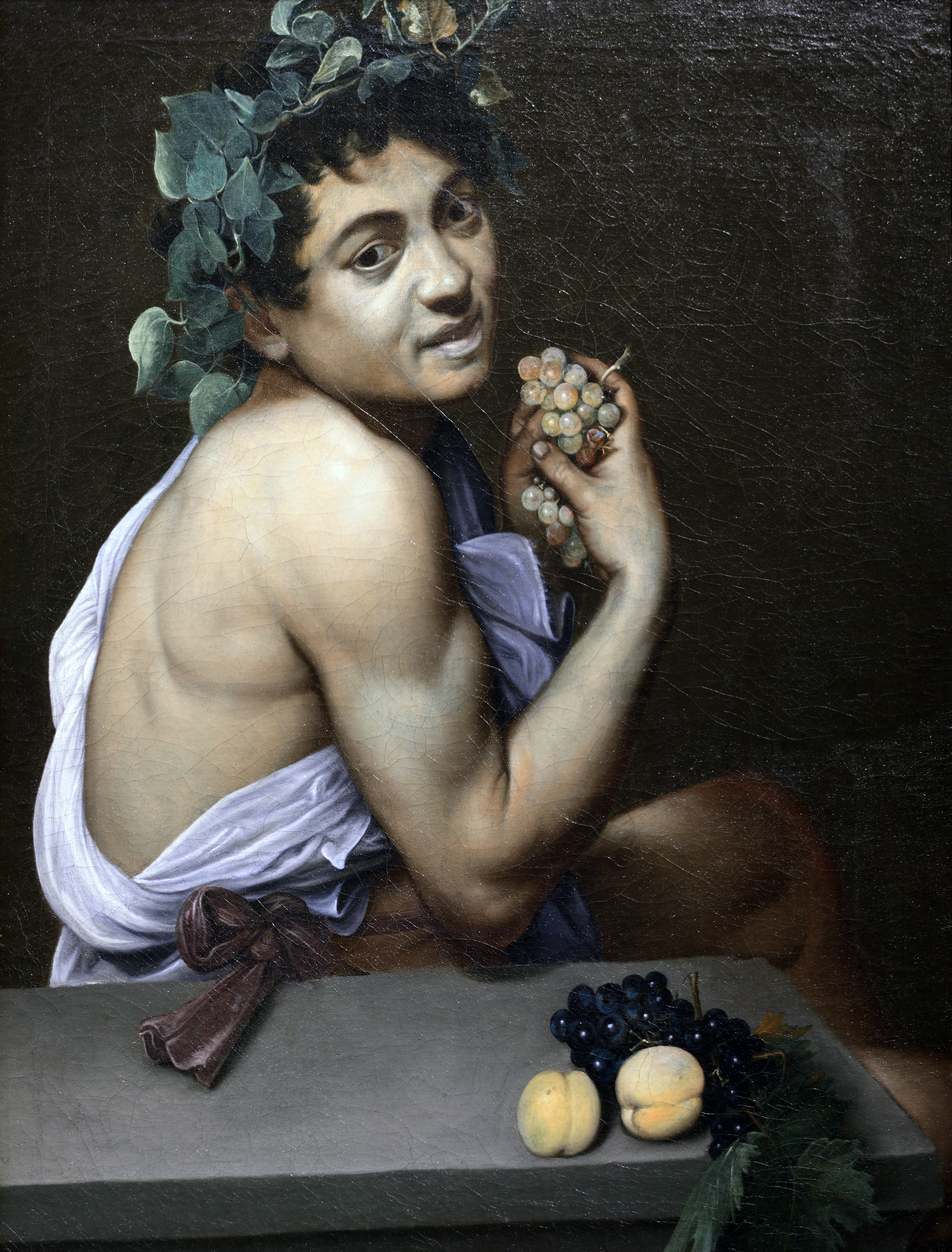
Caravaggio: El pequeño Baco enfermo, h. 1591-1593, ejemplo de naturalismo, muy alejado de la idealizada belleza del Alto Renacimiento.

El arte era el medio a través del cual la Iglesia católica triunfante persuadía a los herejes, los dudosos, y conseguía mantener la presión protestante más allá de las fronteras italianas. Para lograr este ambicioso objetivo, el arte debía tener capacidad para seducir, conmover, conquistar el gusto, no ya a través de la armonía del Renacimiento sino mediante la expresión de emociones fuertes. Ciertamente, el Barroco es el estilo de la Contrarreforma en el sentido de que este movimiento católico lo usó para propagar sus ideas, pero no puede ignorarse que se cultivó igualmente en países protestantes (las Provincias Unidas, destacadamente).
La fascinación visceral del estilo barroco deriva de una implicación directa de los sentidos. En la pintura barroca no se apelaba al intelecto ni a la sutileza refinada del manierismo. El nuevo lenguaje apuntaba directamente al estómago, a las vísceras, a los sentimientos del observador, o dicho con mayor exactitud, del espectador. Se empleaba una iconografía lo más directa posible, simple, obvia, pero al mismo tiempo teatral.
La pintura italiana de la época trata de romper con las formas del manierismo, ya mal vistas. Y lo hace con dos tendencias a su vez opuestas entre sí, el naturalismo y el clasicismo.

## Evolución del estilo

### Caravaggismo

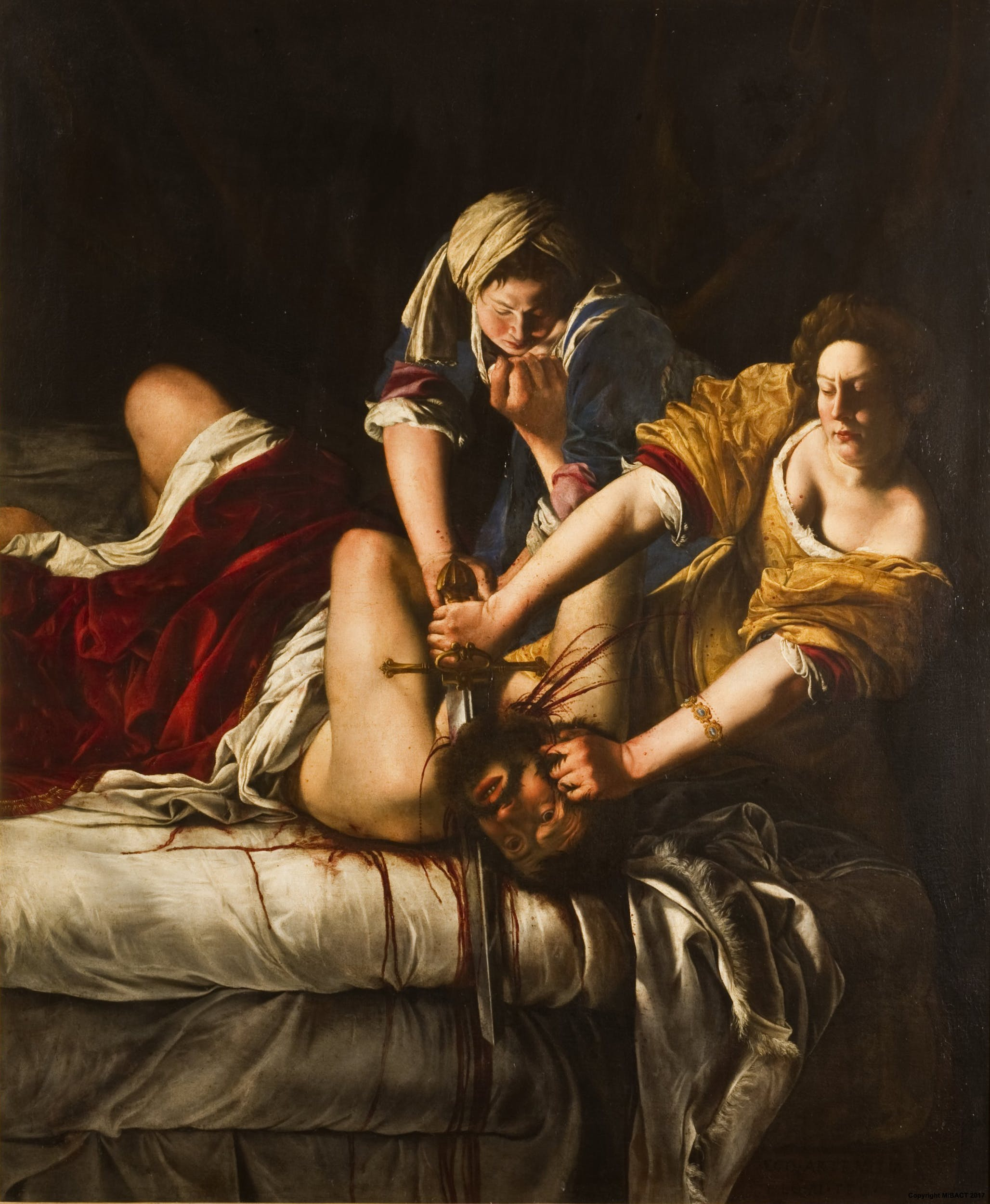
Artemisia Gentileschi: Judit decapitando a Holofernes (versión de Florencia) (1620), un ejemplo de la escuela caravagista.

El naturalismo, del que Caravaggio es el mejor representante, trata temas de la vida cotidiana, con imágenes tétricas usando efectos de luz. Frente a la luz suave y clara del Renacimiento, Caravaggio usa fuertes contrastes de luz y sombra o luces violentas que podían verse en los venecianos Bassano y Tintoretto. Partes de la escena se iluminan con intensidad, mientras que otras quedan sumidas en la oscuridad, predominando la representación de la figura humana, sus gestos y actitudes, y despreciando los fondos y paisajes. De esta manera, mediante el uso del claroscuro se dota al lienzo de intensidad y viveza. Por otro lado, lo que esa luz intensa muestra ya no son figuras de belleza ideal, sino la realidad tal como es, sin artificios, de manera viva y dramática. Un ejemplo de esta forma de trabajar es La muerte de la Virgen (1606), cuadro del que se dice que Caravaggio tomó como modelo a una mujer ahogada en el Tíber, y que se rechazó por su naturalismo, tan alejado de los modelos renacentistas como el Tránsito de la Virgen de Mantegna. Caravaggio toma, pues, modelos de la realidad, niños de la calle, mujeres vulgares, mendigos, encarnan a sus santos y vírgenes. Por un lado, se lograba así una mayor identificación del creyente con las historias religiosas que se narraban, pero por otro era inevitable que se considerara a veces demasiado vulgar y con ello, poco respetuoso hacia las figuras sacras, motivo por el cual en más de una ocasión el comitente rechazó sus obras. Caravaggio, despreciando la jerarquía de los géneros imperante en su época, afirma que «el mismo grado de elaboración exigía hacer un buen cuadro de flores, que hacerlo de figuras». A él se debe uno de los primeros bodegones puros, su famosa Cesto con frutas (h. 1596).
Una buena parte de los pintores de la época cultivaron el caravaggismo, entre ellos los Gentileschi (el padre Orazio, 1563-1639, y la hija Artemisia, 1597-1654), el veneciano Carlo Saraceni (h. 1570-1620) o Bartolomeo Manfredi (1582–1622). Cabe destacar como centro artístico del caravaggismo a Nápoles, por entonces virreinato español. Caravaggio pasó por esta ciudad, dejando un sello indeleble y dando involuntariamente vida a una de las escuelas pictóricas más importantes de la primera mitad del siglo. Destacaron Carracciolo (1578-1635) y al español José de Ribera (1591-1652) y sus discípulos. Influyó igualmente en pintores extranjeros que estudiaban o trabajaban en Roma, quienes reinterpretaron el tenebrismo en clave nacional. Cabe citar a los «bambochantes» flamencos, o al alemán Adam Elsheimer. Domenico Fetti (h. 1589–1623), que trabajó en Roma, Mantua y Venecia, es otro pintor influido por el tenebrismo, si bien utiliza una luz un poco más difusa.

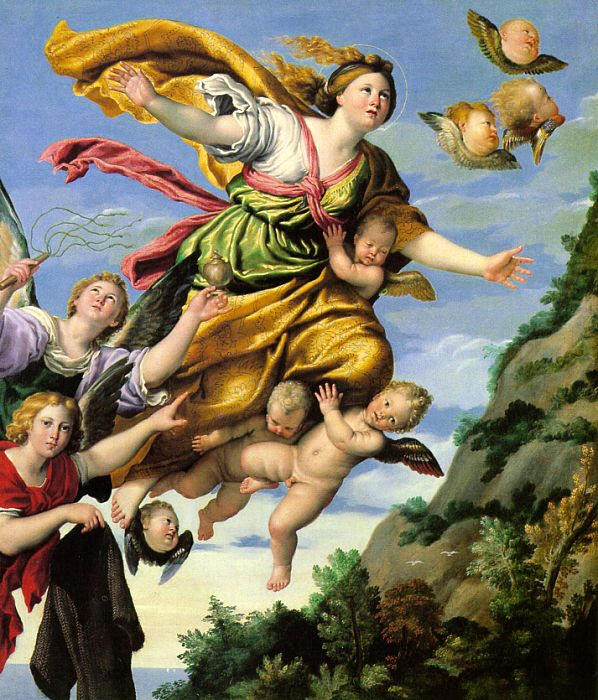
El Domenichino: La asunción de Santa María Magdalena, h. 1617-1621, clasicista que pretende seguir los modelos de Rafael.

### Clasicismo romano-boloñés
Por su parte, los Carracci forman el llamado clasicismo. Los temas a plasmar se inspiran en la cultura greco-latina, con seres mitológicos, y alegorías. Rechazan las figuras distorsionadas del manierismo, pero también la crudeza naturalista de Caravaggio, y optan por pintar una belleza ideal que recuerda a la del Alto Renacimiento, de manera que son un estilo intermedio más realista que el manierismo, pero más idealizado a su vez que el caravaggismo. Les influyen grandemente los maestros del siglo XVI, como Rafael y Miguel Ángel. El color y la luz son suaves, marcando un ritmo alegre y dinámico. Junto a las figuras de belleza idealizada, se representan paisajes clasicistas, equilibrados y serenos en los que suelen aparecer ruinas romanas, recuperando así un paisaje clásico que los caravagistas habían ignorado. Aunque sigue habiendo figuras humanas, lo importante en estos paisajes es la representación de la naturaleza que el hombre no domina y que es algo más que el marco donde se desarrollan los acontecimientos humanos. Se pintan frescos en techos y bóvedas, renovando esta técnica; Aníbal Carraci inicia las grandes decoraciones barrocas con su decoración de la bóveda del salón o Galería del palacio Farnesio (1597-1604). En ella divide idealmente el techo en cuadros con arquitecturas fingidas, y dentro de cada uno de esos cuadros, pinta las correspondientes escenas, que parecen así insertadas en un marco arquitectónico. Con la pintura esencial, heroica y clásica de A. Carracci comenzó a delinearse el arte barroco; su influencia posterior, en las grandes decoraciones del pleno barroco y más allá, en el Rococó, es inmensa. Carracci se inspiró, a su vez, en un artista al que la crítica considera esencial y auténtico precursor del Barroco, Antonio Allegri llamado Correggio. Otro importante precedente que se señala como reacción antimanierista que intenta recuperar esa belleza ideal del Alto Renacimiento es Federico Barocci de Urbino (h. 1535-1612). Se puede establecer un paralelismo con el ámbito musical, donde el contrapunto toma pie sosteniendo la polifonía, y el tono y la amalgama orquestal aparecía siempre con mayor insistencia. 

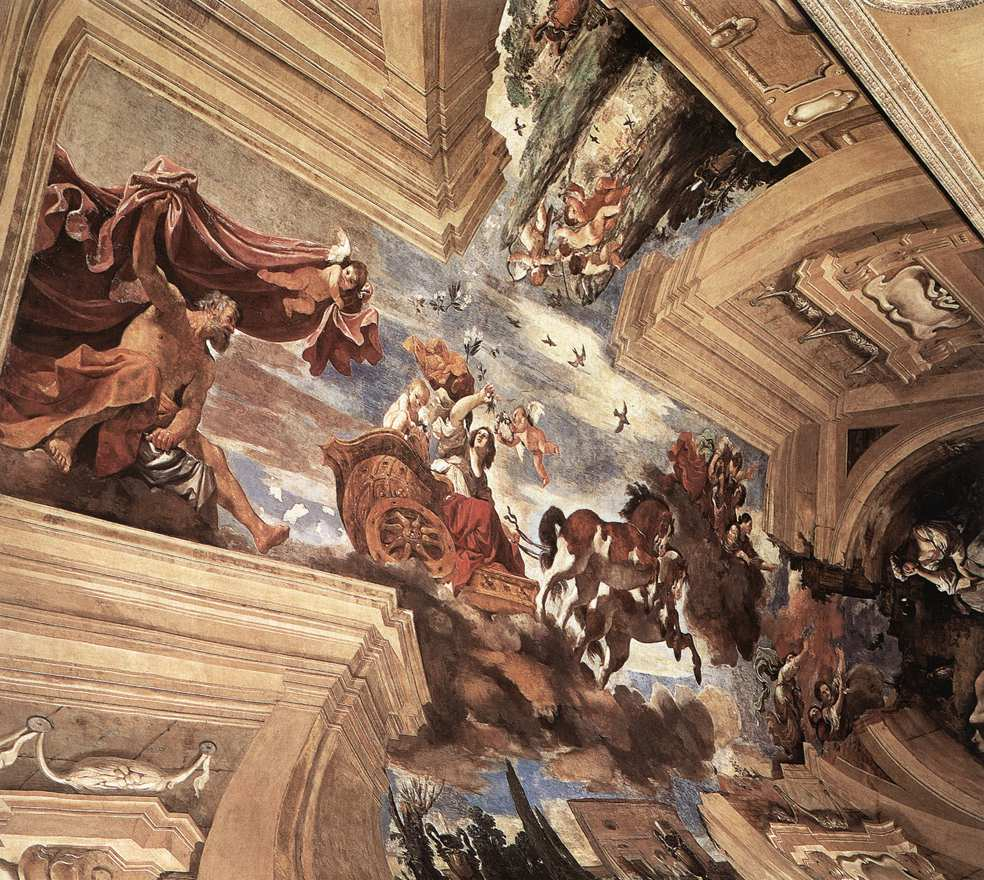
Guercino, La Aurora (1621), Roma, Casino Ludovisi.

Como ocurre con Caravaggio, los Carracci crearon escuela y sirvieron para renovar los escenarios pictóricos. Crearon una academia de pintores llamada primero «de los Deseosos» (de Desiderosi, Deseosos de fama y aprender), luego «de los Encaminados» o «Progresistas»
(de los Incamminati) y al final Escuela de los Eclécticos. En ella, los alumnos aprendían técnicas y también una cultura clásica que les permitiera componer complejos temas históricos, mitológicos y alegóricos. Los académicos discípulos de Carracci, perfectos, nobilísimos y clasicistas, reelaboraron los estilos históricos dando una lectura nueva y ecléctica. Entre ellos cabe mencionar a sus discípulos Domenichino (1581-1641), Guido Reni (1575-1642) y Guercino (1591-1666), que realizaron grandes decoraciones en Roma, señalándose otro importante centro en Bolonia. También Francesco Albani (1578-1660) es clasicista, aunque prefigura ya el rococó. No obstante, existe una clara evolución entre estos autores. Mientras que Domenichino y Guido Reni (Casino Rospigliosi) siguen siendo estrictamente clasicistas en sus decoraciones a través del método manierista de los «cuadros seriados», en Guercino se da un paso más hacia el pleno barroco como puede verse en La aurora en el techo del casino Ludovisi (1621), que aunque sigue siendo «cuadro seriado», introduce la perspectiva ilusionista, «abriendo» hacia al cielo los elementos arquitectónicos. Guercino, aunque clasicista, adopta algunos rasgos de los caravagistas y anticipa también el estilo del pleno barroco. Ejemplos tardíos de supervivencia del clasicismo de la Escuela Boloñesa, ya en pleno barroco y rococó, son Carlo Maratta (1625-1713) y Giuseppe Maria Crespi llamado Lo Spagnuolo (1665–1747).

### El pleno Barroco
Tras las muertes precoces de Aníbal Carracci (1609) y de Caravaggio (1610) el mundo artístico pareció dividirse en dos, entre caravaggistas y clasicistas. Pero será una tercera vía la que sobrevivió: es el estilo que Pedro Pablo Rubens elaboró en sus viajes por la Península Italiana, culminado en Roma en torno al año 1608 con La adoración de la Virgen en la Santa Maria in Vallicella. Aunque la pintura barroca hunde sus raíces en la tradición anterior (el colorido veneciano de Giorgione y Tiziano, la gracia de Rafael, la potencia física de las figuras de Miguel Ángel y los trucos ilusionistas de Correggio), fue realmente Rubens quien unificó todos esos precedentes para producir un estilo único que se difundió por todas las cortes europeas, dotándolos de una nueva energía. El arte de Rubens se vio exasperado por Guercino en el segundo decenio del siglo: y Guercino, con su lenguaje apasionado y emotivo derivado de Ludovico Carracci, con su luz mórbida, el color mismo en manchas, aventajaba al clásico, intelectual y melancólico Guido Reni. Guercino y Rubens son pues las dos figuras que abrieron la nueva estación que habría una definitiva consagración en el tercer decenio, en la obra de Gian Lorenzo Bernini.

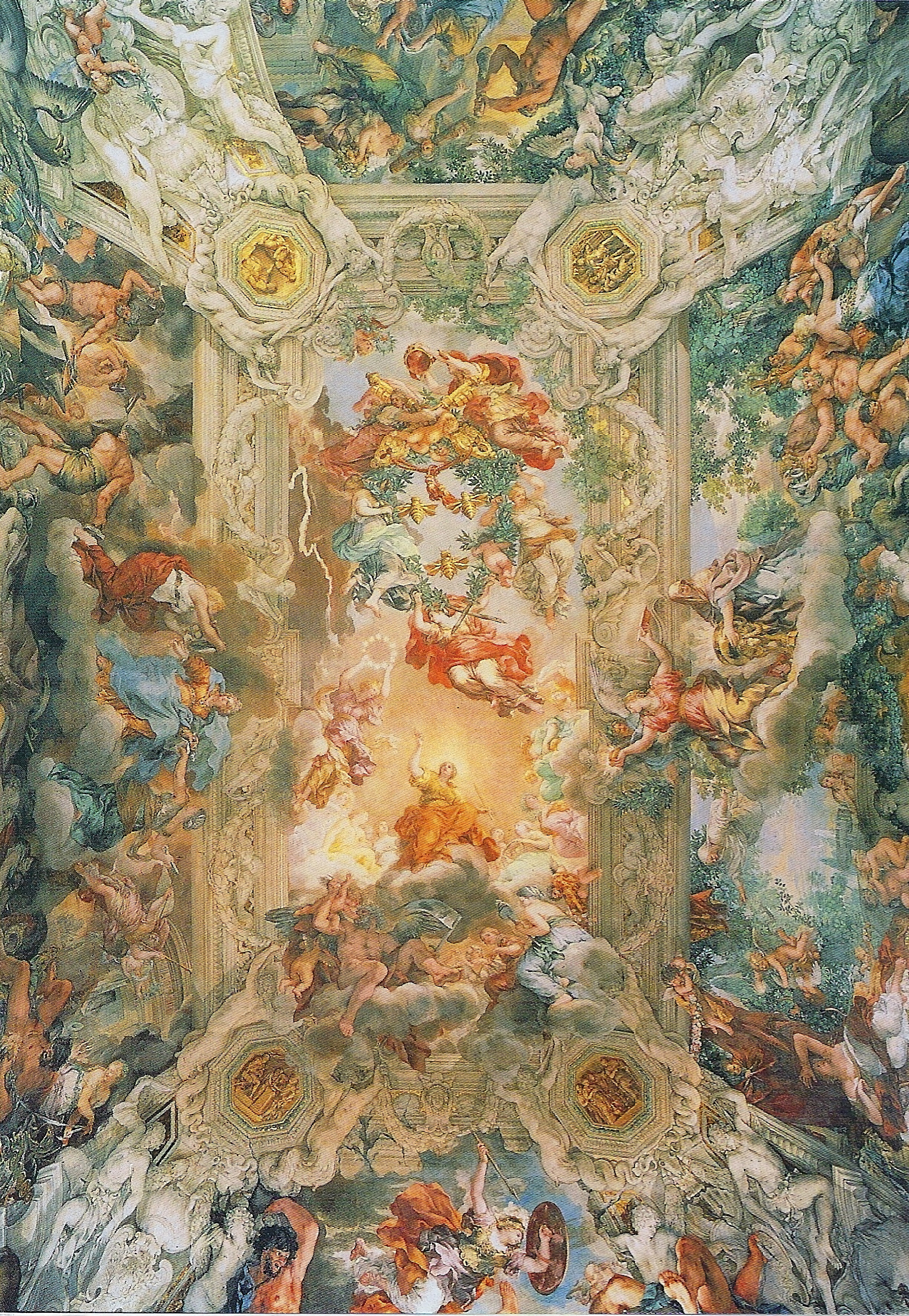
Pietro da Cortona: Bóveda del gran Salón del Palacio Barberini, de Roma, representando la Glorificación del reinado de Urbano VIII, también conocido como El triunfo de la Divina Providencia (1633-1639), ejemplo de amplia decoración propia del pleno barroco.

El pleno barroco produjo grandes decoraciones que ya no estaban compartimentadas como en la escuela clasicista, sino que se rompía con esas divisiones, creando perspectivas ilusionistas al modo de Correggio. Esta técnica del fresco implicaba también la aparición derivada de un género autónomo, el bozzeto (boceto) en el que se representaba, en dimensiones reducidas, lo que luego se iba a plasmar en las enormes techumbres, y que poco a poco va siendo reconocido como una obra de valor propio, que los interesados por el arte van coleccionando. Entre los grandes decoradores hay que citar, en primer lugar, a Giovanni Lanfranco y su cúpula de San Andrés della Valle (1621-1625) y, sobre todo, las gigantescas empresas decorativas de Pietro da Cortona, como la bóveda de los salones del palacio Barberini (1633-39), a la que se ha llamado «acta de nacimiento de la pintura de techos del Alto Barroco» del palacio Pamphili en Roma y en el palacio Pitti de Florencia. Pinta enormes escenas, no compartimentadas, que parecen surgir de arquitecturas y esculturas que son sólo aparentes; en ellas fluyen los diversos géneros, la alegoría, la mitología y la historia además del paisaje y detalles de bodegón. Se trata de una pintura llena de ritmo y movimiento, con un color cálido de clara influencia veneciana. Pietro da Cortona escribió un Tratado en el que expresaba su teoría pictórica, comparando la pintura con el poema épico, en el que aparte del tema principal hay una serie de episodios y múltiples personajes, lo cual ciertamente hace que la obra sea más complicada de entender. Su prodigiosa técnica pronto fue seguida por un gran número de adeptos, el cortonismo se convierte así en el lenguaje de la pintura monumental, un perfecto medio de propaganda para los clientes laicos y religiosos en cuyas apoteosis grandiosas se ven empujadas una contra otra por efectos luminosos y de perspectiva gracias también al uso de la «cuadratura». De hecho, para crear estas arquitecturas se empleaban especialistas, llamados quadraturisti. Entre los seguidores de esta pintura decorativa e ilusionista estuvieron Battista Gaulli (1639-1709), llamado el Baciccio (el Gesú, 1674-1679) y el padre Andrea Pozzo (bóveda de San Ignacio, 1691). Este tipo de pinturas que representan una apoteosis, de santos o gobernantes, es tema nuevo del barroco aunque en realidad va más allá de las concretas personas representadas; así la Apoteosis de San Ignacio que pinta el Baciccio no pretende tanto glorificar al santo como a la orden jesuita que él creó. Este tipo de pintura se difundió por toda Italia y otros lugares de Europa. Mitelli y Colonna trabajaron en Bolonia y luego España; el padre Pozzo influyó en la pintura austriaca y bávara; el napolitano Luca Giordano pasó muchos años en España. La influencia de la pintura decorativa barroca italiana se prolonga en el centro de Europa más allá del siglo XVII, ya en pleno Rococó: será un artista italiano, Bartolomeo Altomonte (1702-1783) quien, por ejemplo, pinta el fresco del techo de la biblioteca en el monasterio de San Florián, cerca de Linz, en el año 1747.
No obstante, siempre hubo quien defendió unas obras más sencillas y fáciles de comprender, como el clasicista Andrea Sacchi (1599-1661) y sus discípulos.

## Escuelas regionales
Un rasgo característico del rico barroco italiano es la coexistencia de escuelas regionales con características propias que permitían diferenciarlas de las tendencias generales romanas. Así, en Nápoles, la pintura se caracteriza por usar manchas (macchia) de color por lo que a los pintores de esta tendencia se les llamaba macchiettista. Además de los ya mencionados caravaggistas Carracciolo (1578-1635) y José de Ribera (1591-1652), destacó en Nápoles Salvator Rosa (1615-1673). Rosa se especializó en cuadros de batallas y creó el «capricho» (capriccio), rápidas pinturas realizadas en un momento, al socaire de la inspiración repentina. Otros representantes del barroco napolitano fueron Mattia Preti (1613-1699) y Luca Giordano (1634-1705). 
Por su parte, en Milán se habla del Seicento lombardo, muy influido por las indicaciones de Carlos y Federico Borromeo. Utiliza un lenguaje severo o dramático en escenas fuertemente narrativas, en cuadros que son siempre una mezcla de realidad concreta, cotidiana, y una visión mística y trascendental de la humanidad y de la fe. Pueden incluirse dentro de esta tendencia a Pier Francesco Mazzucchelli, llamado el Morazzone (1573–1626), Giovan Battista Crespi, llamado el Cerano (1573-1632), Giulio Cesare Procaccini (1574-1625) y Daniele Crespi (1590-1630). 

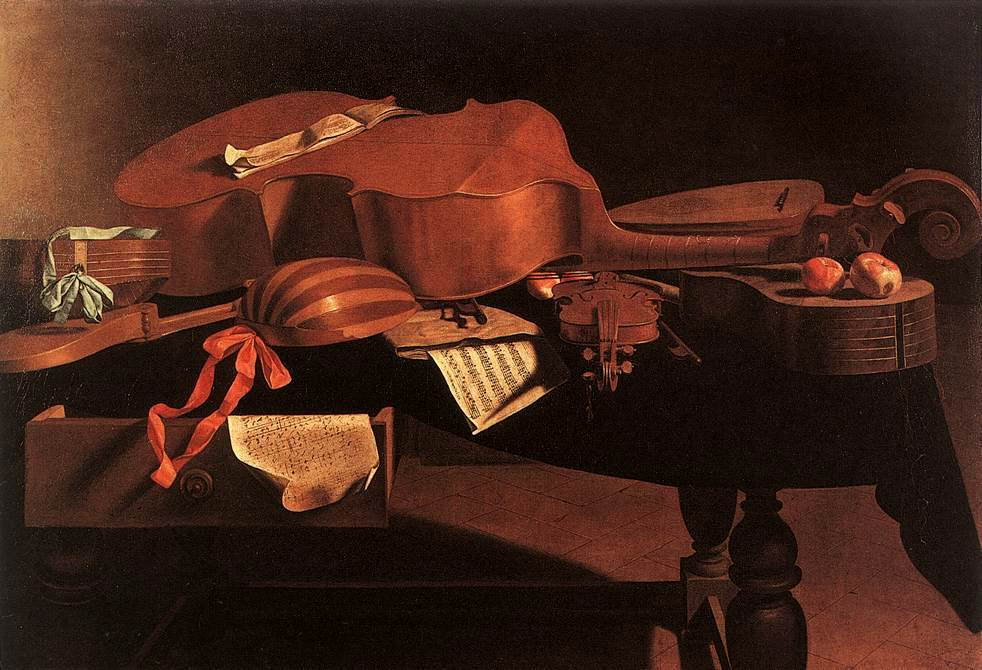
Evaristo Baschenis: Instrumentos musicales.

En Génova se desarrolló todo un estilo, el barroco genovés, a partir del contacto con la escuela flamenca, ya que había una colonia de mercaderes de esta procedencia; son pintores típicamente genoveses Bernardo Strozzi (1581-1644), Giovanni Benedetto Castiglione, llamado el Grechetto (160-–1664), Gregorio de Ferrari (h. 1647 - 1726) y, ya en el rococó del siglo XVIII, Alessandro Magnasco llamado el Lissandrino (1667–1749). 
Incluso Toscana tuvo una pintura propia, más bien clasicista. 
Y, siempre aparte, hay que mencionar a los venecianos, en donde trabaja un pintor alemán, Johann Liss (ca. 1595-ca. 1629) con gran nivel y calidad. A la escuela veneciana pertenece también Evaristo Baschenis (1607-1677), especializado en pintar bodegones de instrumentos musicales. En general, en la Venecia de esta época, lejos del tenebrismo, se mantiene la tradición heredada de Tiziano y Veronés, realizando suntuosos cuadros de paisajes urbanos inundados de luz y color, en un estilo continuo que llegará hasta el siglo XVIII (Guardi y Canaletto).

### Listas relacionadas
- Anexo:Pintura italiana del Barroco en las colecciones públicas madrileñas